# Abd Al·lah ben Djudan
Abd-Al·lah ibn Judan fou un notable quraixita del clan dels Taym ibn Murra, del segle vi.
Era molt ric i això li va permetre intervenir en política i fou l'ànima de la confederació de hilf al-fudul de la Meca.
La tradició diu que fou enterrat al Iemen.